# Rottevalle
Rottevalle (Fries: De Rottefalle) is een dorp in de gemeente Smallingerland, in de Nederlandse provincie Friesland. Rottevalle ligt  Drachten en Harkema aan de N369 en de Lits die loopt naar De Leijen. Rottevalle ligt aan de oude vaarroute de Lits-Lauwersmeerroute.
In 2023 telde het dorp 1.410 inwoners.

## Geschiedenis
Rottevalle is in de 16e eeuw ontstaan bij een sluis, die door de vorm van sluis de bijnaam Rattenval had. Eerste vermelding in 1600 in een akte van Jan van Loo. In 1622 kwam de naam de Rottevalle voor op de kaart. Tot 1956 liep de Lits nog dwars door het dorp. In dat jaar werd dat deel van de Lits gedempt en om het dorp gelegd.
Tot de grenswijziging in 1943 lag Rottevalle in drie gemeenten: Smallingerland, Tietjerksteradeel en Achtkarspelen.
In 1953 werd Rottevalle in het kader van de ontwikkeling van streekverbeteringsprogramma's door de Rijkslandbouwvoorlichtingsdienst (RLVD) uitgeroepen tot 'voorbeelddorp'. Rottevalle fungeerde als expositiedorp om moderne ontwikkelingen in de landbouw zichtbaar te maken. Als voorbeelddorp voor de ruilverkaveling wordt Rottevalle genoemd in de Canon van Friesland.

## Kerken en klokkenstoel
De Hervormde kerk van Rottevalle is in 1724 als een eenvoudige zaalkerk met geveltoren gebouwd. Op de begraafplaats bevindt zich een van de klokkenstoel van Friesland. Beide zijn een rijksmonument. Tegenover de kerk staat er een pastorie uit 1890.
In het dorp waren nog twee andere kerken. In 1838 werd de eerste daarvan vervangen door de Gereformeerde kerk. In 1937 werd de andere kerk herbouwd ten behoeve van de Doopsgezinde kerk.

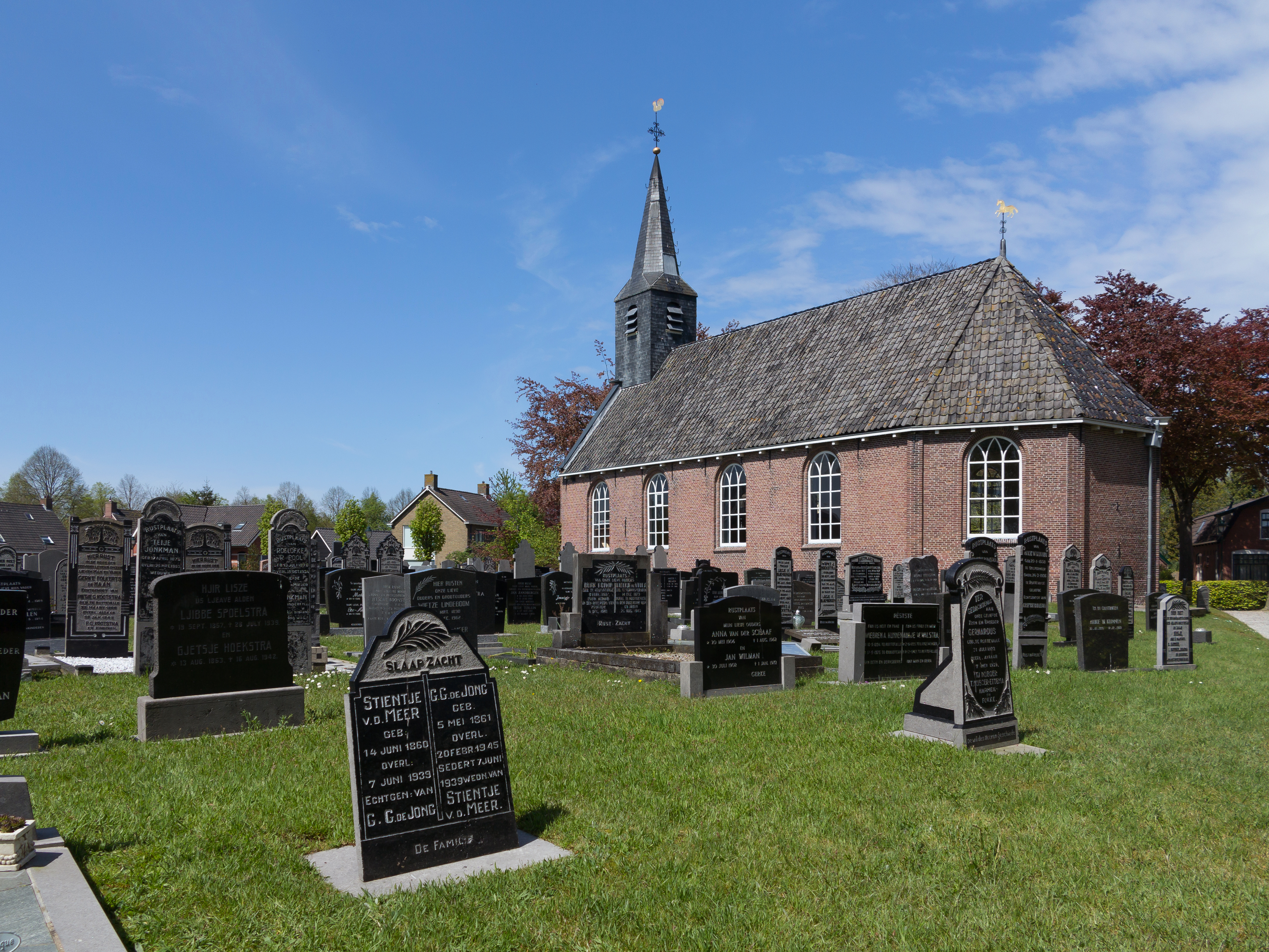
Hervormde kerk
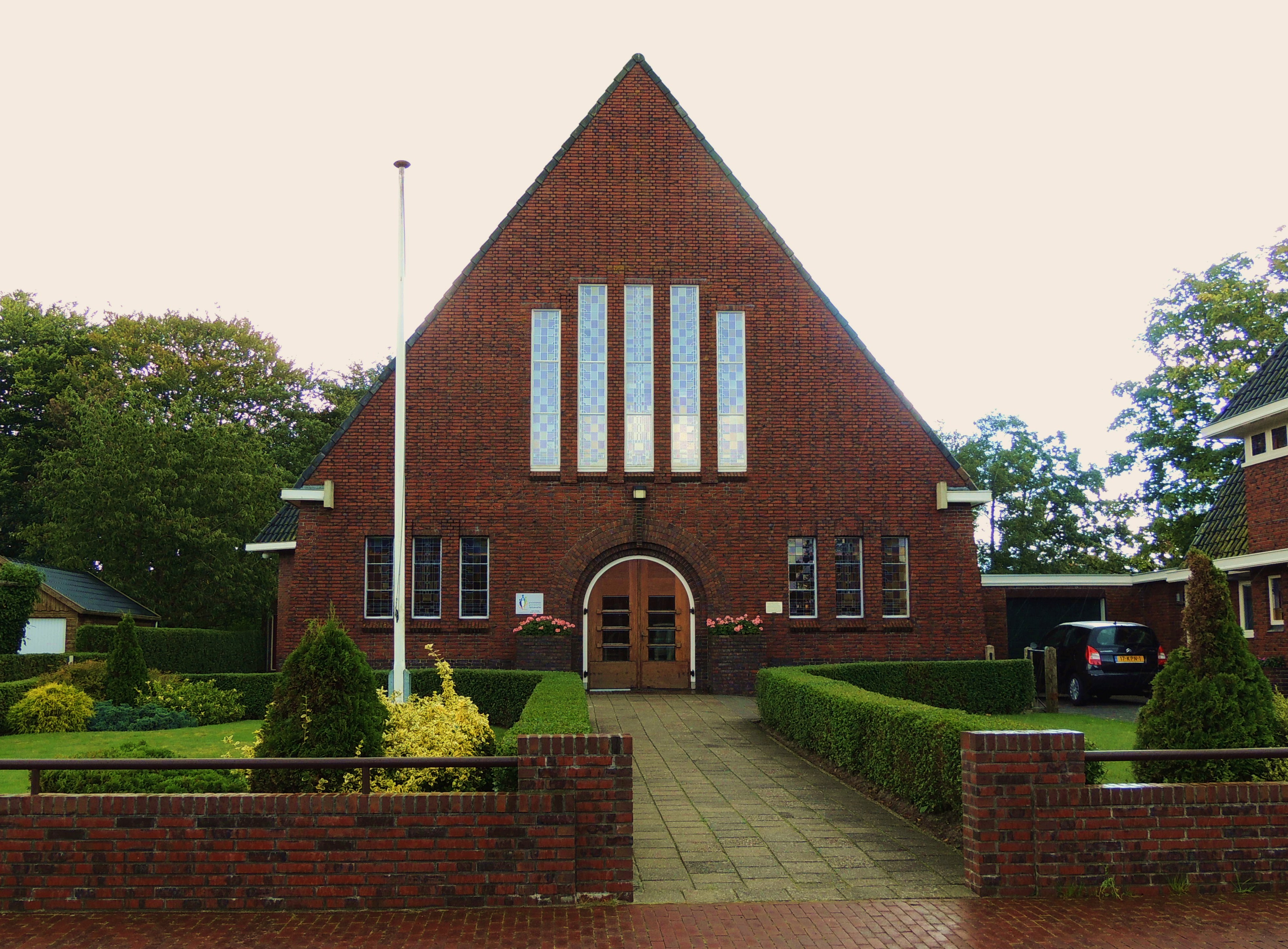
Gereformeerde kerk
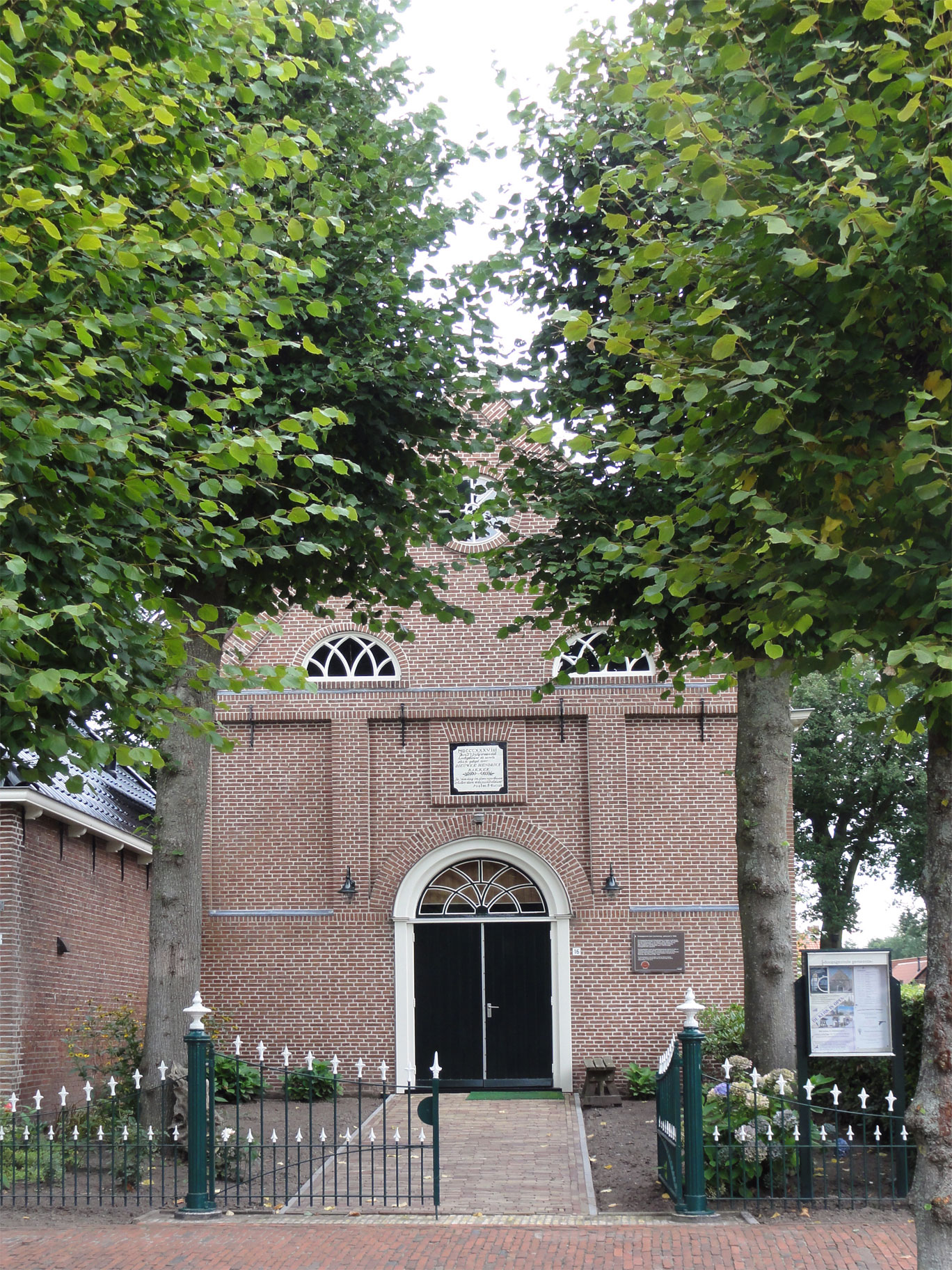
Doopsgezinde kerk

## Voorzieningen

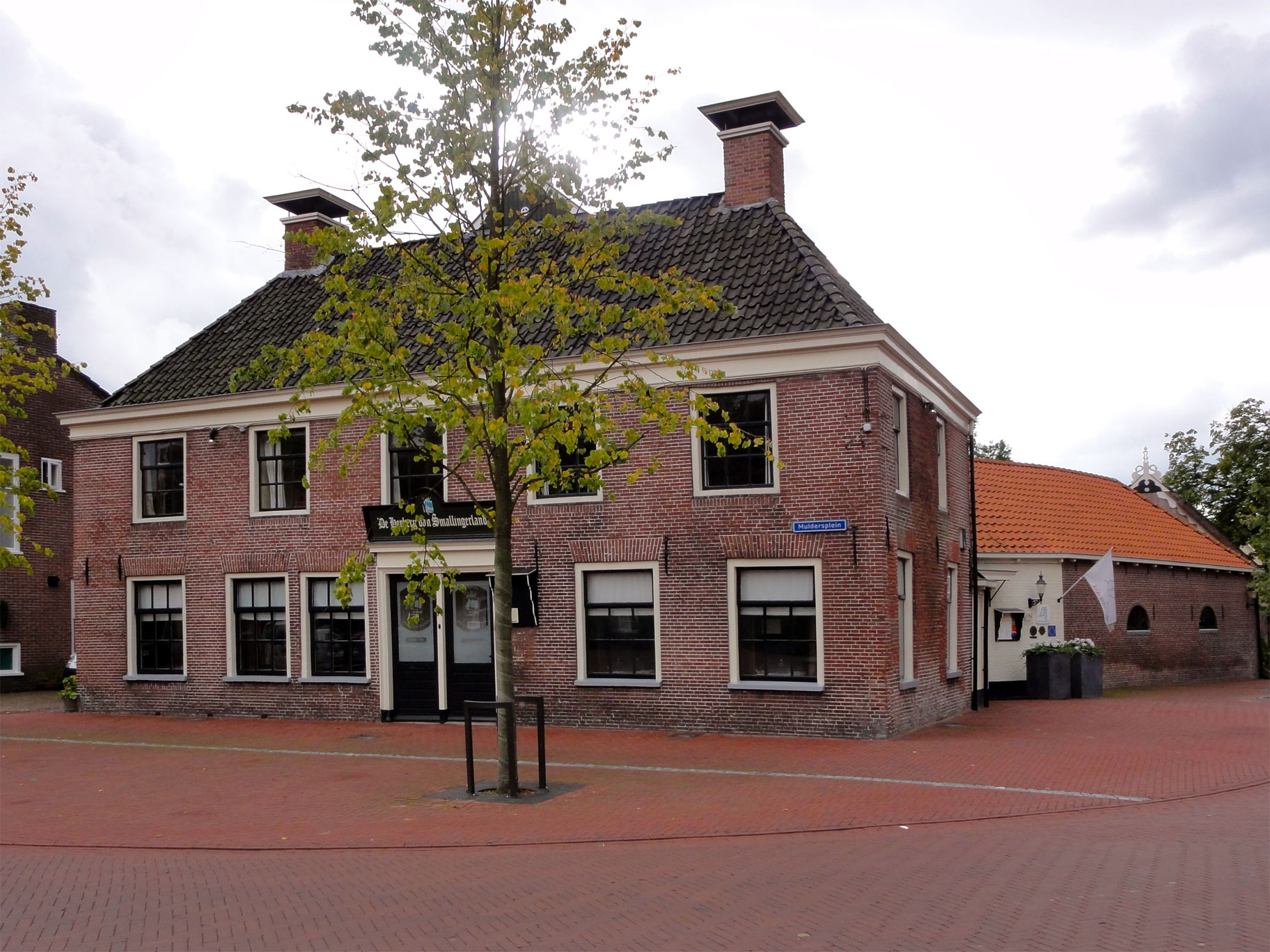
De Herberg van Smallingerland

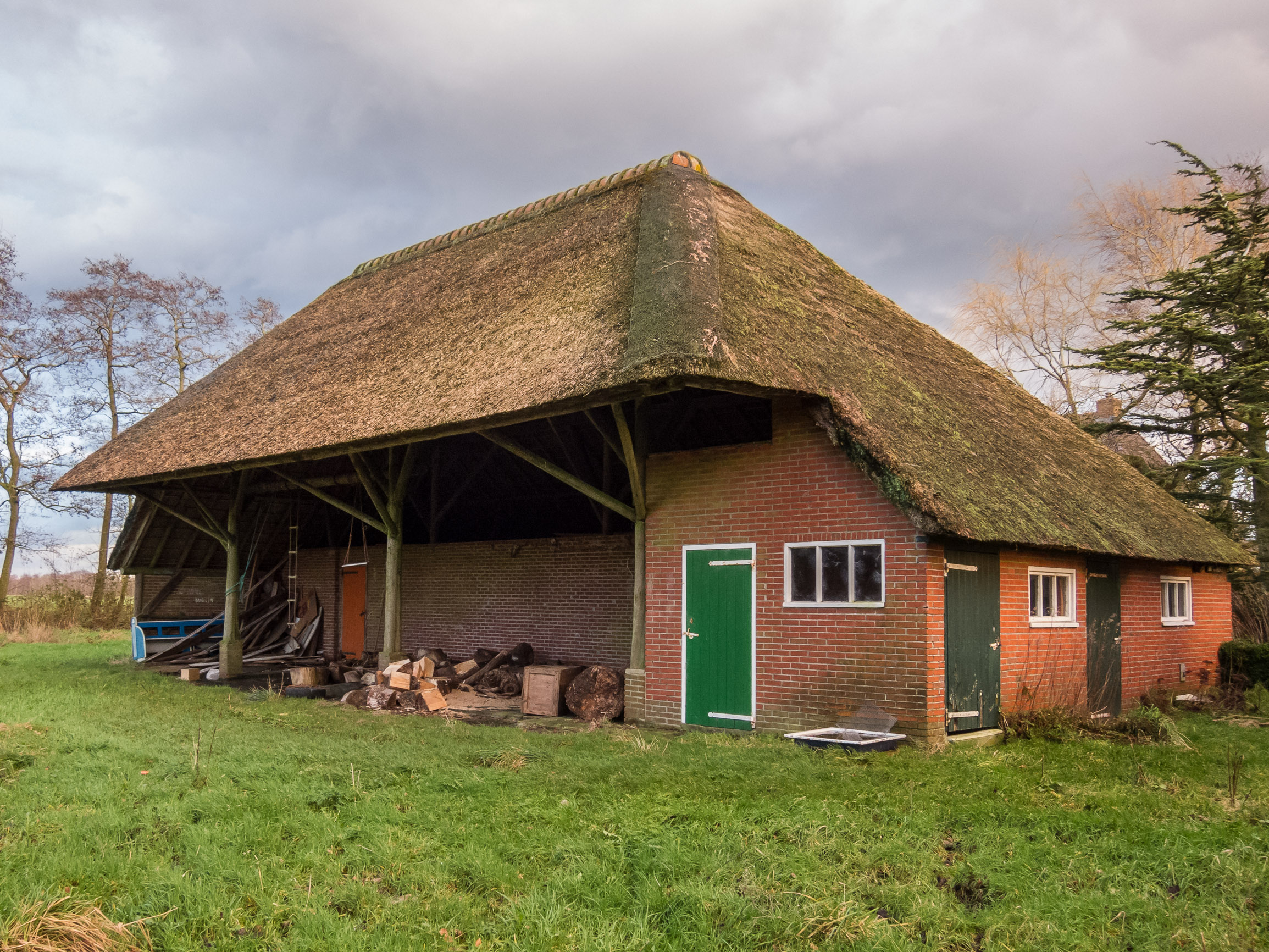
Open stal

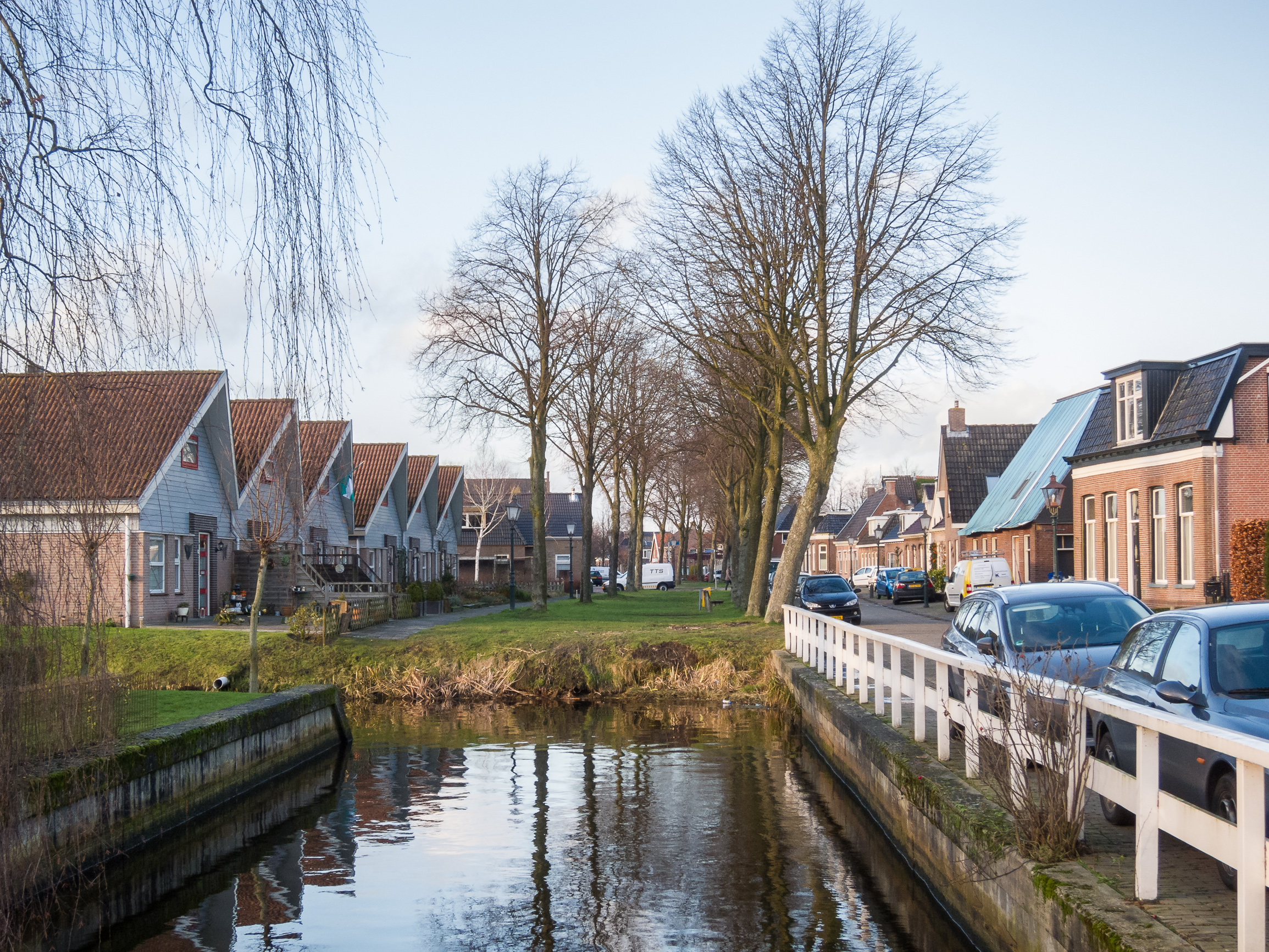
Kompagnonswei

In het dorp zijn een apotheekhoudende huisarts, winkels, een bakkerij en een restaurant/herberg die uit 1791 dateert. 

## Cultuur en onderwijs
Sinds 2017 zijn de basisscholen (O.B.S Yn' e Mande en P.C.B.O De Finne) en het dorpshuis (It Tiksel) in een gebouw gevestigd, MFC It Werflân, waar ook kinderopvang, peuterzaal en gezamenlijke ruimtes zich in bevinden die gebruikt worden door verschillende organisaties. De twee basisscholen zijn samengegaan, en hebben nu de naam S.W.S It Werflân.
De Brassband De Bazuin, het vrouwenkoor de Voortvarende Vrouwen en het shanty Piipegaeltsje Sjongers zijn muzikale verenigingen in het dorp. Het Toanielselskip De Rottefalle werd opgericht in 1981. Daarnaast is er een toneelvereniging.

## Sport
In 1925 werd er in Rottevalle een korfbalvereniging met de naam Wêz Handich opgericht. Er wordt ook volleybal en tennis gespeeld onder de naam Wêz Handich. Voetbalvereniging VV Rottevalle (VVR) werd actief in 1973 en watersportvereniging De Leijen bestaat sinds 1967. 
Aan de Lits ligt een jachthaven. 

## Bekende (ex-)inwoners

### Geboren in Rottevalle
- Hendrik Kloosterman (1900-1968), wiskundige
- Joop Boomsma (1945-2018), (tonee)schrijver en dichter

### Overleden in Rottevalle
- Heine Keuning (1918-2005), politicus